# Пяски (гміна Болеславець)
Пя́ски (пол. Piaski) — село в Польщі, у гміні Болеславець Верушовського повіту Лодзинського воєводства.
Населення — 125 осіб (2011).
У 1975—1998 роках село належало до Каліського воєводства.

## Демографія
Демографічна структура станом на 31 березня 2011 року:
|          | Загалом | Допрацездатний вік | Працездатний вік | Постпрацездатний вік |
| -------- | ------- | ------------------ | ---------------- | -------------------- |
| Чоловіки | 59      | 8                  | 41               | 10                   |
| Жінки    | 66      | 16                 | 33               | 17                   |
| Разом    | 125     | 24                 | 74               | 27                   |